# Hafia, triple champion d'Afrique
Pour plus de détails, voir Fiche technique et Distribution.
Hafia, triple champion d'Afrique  est un documentaire guinéen réalisé par Moussa Kémoko Diakité, sorti en 1978.

## Synopsis
Souleymane Chérif, Papa Camara, Petit Sory et leurs équipiers triomphent sur le football africain sous le maillot de Hafia football Club en remportant successivement la coupe d’Afrique des clubs champions entre 1972 et 1977. 
Moussa Kemoko Diakité leur rend hommage dans ce documentaire,,.

## Fiche technique
- Titre français : Hafia, triple champion d'Afrique
- Réalisateur : Moussa Kémoko Diakite
- Scénario : Moussa Kémoko Diakite
- Productrice :
- Photo :
- Montage :
- Musique et chansons :
- Genre : Documentaire
- Durée : 90 minutes
- Sortie : 1978

## Distribution
- Ahmed Sékou Touré : Lui-même